# Над Тиссой (фильм)
«Над Тиссой» — советский остросюжетный художественный фильм, поставленный в 1958 году режиссёром Дмитрием Васильевым по одноимённой повести Александра Авдеенко. Лидер кинопроката СССР 1958 года (45,7 млн зрителей).

## Сюжет
1950 год. Из Берлина едет демобилизованный молодой старшина, герой войны Иван Белограй. Попутчик в поезде — начальник лесосплавной конторы Дзюба выведывает у Белограя, что его родители погибли на войне,  а сам он после войны переписывался с девушкой Терезией Симак, демобилизовался и поехал к ней, чтобы жениться, но не посылал ей своей фотокарточки. Дзюба приглашает Белограя добраться до места назначения на грузовике леспромхоза. По дороге Белограй просит водителя остановиться у памятника советским воинам, погибшим при освобождении Закарпатья. Водитель Скибан подкрадывается к Белограю и убивает его. Сняв с Белограя военную форму, забрав документы и прикрыв тело камнями, преступники скрываются.
Границу тайком переходит нарушитель, перенося на спине вражеского агента из неназванной страны. Пограничный наряд старшины Андрея Смолярчука задерживает нарушителя, но задержанный умирает, так как диверсант успел угостить его отравленным коньяком. Скибан отвозит агента в город, где тот, выдавая себя за Белограя, находит работу в приграничной зоне, потом приходит в село и знакомится с Терезией и её матерью. «Белограй» входит в контакт с местным резидентом Дзюбой, передавая приказ взорвать мост над Тиссой. Он передаёт Скибану фотоаппарат, замаскированный под портсигар с приказом сфотографировать подступы к мосту. За этим занятием его замечает Смолярчук и делится своими подозрениями с капитаном. Случайно встретившись со Скибаном, старшина просит у него сигарету и якобы нечаянно роняет портсигар под откос. Однако осмотр портсигара ничего не даёт, так как Скибан уже успел передать фотоаппарат-портсигар диверсанту. Тем не менее Скибан попадает под подозрение, так как именно его машина вернулась поздним вечером, когда была засечена радиопередача диверсанта. Дзюба решает избавиться от Скибана, но водитель сам убивает резидента, однако не успевает уйти от пограничников.
Безнадёжно влюблённый в Терезию Андрей разговаривает с «Белограем» и подозревает, что он не любит её и не тот за кого себя выдаёт. Свои подозрения он высказывает капитану, генерал решает арестовать лже-Белограя. Мать Терезии получает письмо с газетой из Берлина со статьёй о Белограе и видит на газетной фотографии совсем другое лицо. Терезия отправляется на погранзаставу, но её матери не удаётся скрыть от вернувшегося «Белограя» происшедшее, тот стреляет в будущую тёщу и скрывается. Пограничники Смолярчук и Степанов преследуют диверсанта, он ранит Смолярчука, но Степанову удаётся задержать преступника. Местные жители находят на перевале тело настоящего Белограя и хоронят его рядом с погибшими товарищами. Смолярчук решает остаться на сверхсрочную службу.

## В ролях

Валентин Зубков в роли лже-Белограя

- Валентин Зубков — Кларк, агент иностранной разведки, он же «лже-Белограй»
- Афанасий Кочетков — Андрей Иванович Смолярчук, старшина погранвойск
- Татьяна Конюхова — Терезия Симак
- Нина Никитина — Марья Васильевна Симак, мать Терезии
- Андрей Гончаров — Шапошников, капитан погранвойск
- Александр Хвыля — Громада, генерал погранвойск
- Дмитрий Дубов — Зубавин, майор погранвойск
- Леонид Чубаров — Волошенко, пограничник
- Виктор Соломатин — Степанов, пограничник
- Владимир Гусев — настоящий Иван Фёдорович Белограй
- Степан Каюков — Стефан Янович Дзюба, вражеский резидент
- Николай Крючков — Михаил Скибан, шофер из леспромхоза, диверсант
- Константин Старостин — Граб, диверсант

Остальные актёры указаны как исполнители эпизодических ролей
- Галина Фролова — Маринка, подруга Терезии
- Виктория Чаева — Евдокия, подруга Терезии
- Магда Зизда — дочь капитана Шапошникова
- Александр Гречаный — Александр Васильевич Пирожниченко, майор из военкомата
- Геннадий Рождественский — дядя Петро

## Съёмочная группа
- Автор сценария: Александр Авдеенко
- Режиссёр: Дмитрий Васильев
- Оператор: Николай Большаков
- Художник: Абрам Фрейдин
- Композитор: Лев Шварц
- Звукооператор : Владлен Шарун
- Костюмы: В. Киселёва
- Грим: И. Антимонов
- Комбинированные съёмки: оператор Герман Шимкович, художник С. Зябликов
- Редактор: Ю. Винокуров
- Монтаж: П. Чечёткина
- Тексты песен: Михаил Светлов
- Балетмейстер: Александр Опанасенко
- Оркестр Управления по производству фильмов
- Дирижёр: Григорий (Герман) Гамбург
- Директор: Тамара Огородникова
- Военные консультанты: полковники Е. П. Патин, П. А. Ломакин
- Инструктор: старшина А. С. Сызранов

## Технические данные
- Производство: Мосфильм.
- Художественный фильм, односерийный, цветной, звуковой.
- Длительность — 79 минут.
- Длина — 2295 метров.

## Производство
Популярность, которую обрела у юных читателей повесть Александра Авдеенко «Над Тиссой», печатавшаяся с продолжениями в газете «Пионерская правда» в течение 1954 года, побудила кинематографистов снять по ней художественный фильм, и автору предложили написать сценарий.
На главные роли были утверждены набиравший популярность Афанасий Кочетков и кинозвезда 1950-х годов Татьяна Конюхова.
Фотопробы на небольшую роль молодого пограничника проходил 20-летний студент Школы-студии МХАТ Владимир Высоцкий, но отбора не прошёл.
Концовка фильма намекает на продолжение, однако дальнейших экранизаций произведений Авдеенко не последовало.

## Прокат
В прокате СССР фильм собрал 45,7 млн зрителей, став лидером проката 1958 года и одним самых кассовых советских фильмов 1950-х годов.